# Fosse nasali

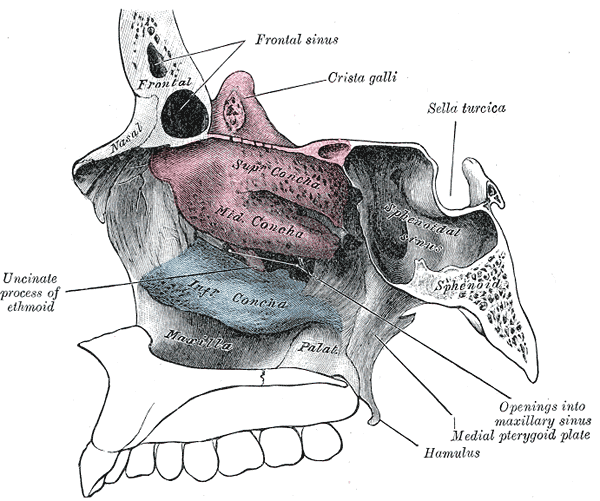
Anatomia delle fosse nasali

Le fosse nasali (o cavità nasali) sono due ampie cavità della testa riempite d’aria. 
Sono scavate nel naso esterno, la principale entrata delle vie respiratorie, e nello scheletro della faccia. Sono poste in particolare al centro del viso, medialmente alle cavità orbitarie, delimitate da quattro pareti e separate dal setto nasale, una lamina sagittale mediana in parte ossea e in parte cartilaginea. 
Si può dire che esse inizino con le narici, con le quali comunicano con l’esterno, e terminino posteriormente con due aperture di forma ovoidale chiamate coane, che comunicano con la parte superiore della faringe (chiamata rinofaringe).
In esse sboccano cavità accessorie (cavità paranasali o seni paranasali), che sono contenute nelle ossa vicine, e il canale nasolacrimale. 
Ogni cavità nasale può essere divisa in due parti: una anteroinferiore, più piccola, il vestibolo del naso, e una più ampia, la cavità nasale propriamente detta.

## Formazioni Ossee e Limitazioni

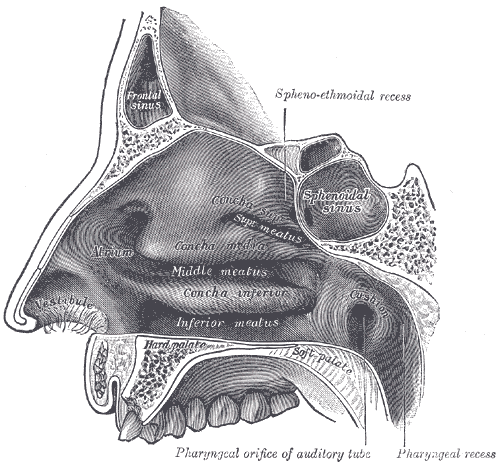
Parete laterale delle fosse nasali

### Vestibolo del naso
Subito dopo le narici troviamo i vestiboli nasali, che si continuano poi posteriormente con le cavità nasali propriamente dette. Sono interamente delimitati da uno scheletro cartilagineo, rivestito internamente da cute. 
La parete mediale è costituita superiormente dalla cartilagine del setto e, più inferiormente, dal ramo mediale della cartilagine alare maggiore.
La parete laterale, invece, è più ampia ed è formata dal ramo laterale della cartilagine alare maggiore.

### Cavità nasali propriamente dette
Le cavità nasali propriamente dette presentano quattro pareti, un'apertura anteriore e un’apertura posteriore. 
La parete superiore rappresenta il tetto (o volta), è una zona assai ristretta e concava, costituita principalmente dall’osso etmoide. Nel suo primo tratto, che corrisponde all’osso nasale ed al frontale, decorre obliquamente in alto ed indietro; poi, nella parte formata dalla lamina cribrosa dell’etmoide, si fa quasi orizzontale; quindi, seguendo la faccia anteriore del corpo dell’osso sfenoide, discende quasi verticalmente; infine, nella sua ultima porzione, che è formata dalla faccia inferiore del corpo dello sfenoide, si porta indietro e leggermente in basso.
La parete inferiore rappresenta il pavimento (o base). Esso si presenta liscio, concavo e pianeggiante, costituito dai processi palatini delle ossa mascellari e dai processi/lamine orizzontali (o processi mascellari) dei palatini.                                                                                                           
Dalla faccia opposta queste ossa formano il palato duro (o volta palatina, ovvero il tetto della cavità orale), che si presenta invece molto ruvido e anfrattuoso. 
La parete mediale (o settale) appare liscia ed è rappresentata dal setto nasale che separa tra loro le due cavità nasali. È costituita più superiormente dalla lamina perpendicolare dell’osso etmoide, più inferiormente dal vomere (con i quali posteriormente si articola il rostro, una cresta dell’osso sfenoide, più in alto con l’etmoide, più in basso con il vomere). 
La lamina perpendicolare dell’etmoide è sottile e di forma pentagonale. Dei suoi 5 margini, quello superiore rappresenta la linea di distacco dalla lamina cribrosa dello sfenoide; quello anterosuperiore si articola con la spina nasale dell’osso frontale e con la cresta che risulta dalla unione delle due ossa nasali; quello anteroinferiore si unisce alla cartilagine del setto; il margine inferiore si articola con il vomere; il margine posteriore con la cresta che si trova sulla faccia inferiore del corpo dello sfenoide.
La parete laterale è una superficie nell’insieme molto anfrattuosa, irregolare, obliqua dall'alto verso il basso ed in senso medio-laterale.                                                                                                                       
È formata da un gran numero di strutture. In particolare, più anteriormente e superiormente è costituita dalla faccia mediale della massa laterale dell’osso etmoide (che non è liscia ma presenta i cornetti nasali superiori e medi), sotto c’è poi il cornetto nasale inferiore (che è un osso indipendente), mentre davanti all’etmoide troviamo il lacrimale. Più anteriormente e in basso dal mascellare, più posteriormente dalla lamina verticale del palatino e, ancora più indietro, dalla faccia mediale della lamina mediale dei processi pterigoidei dello sfenoide. 
La sporgenza dalla parete laterale di tre lamine ossee (o cornetti/turbinati nasali) permette di suddividere, sia pure non completamente, la cavità in tre spazi, detti meati (superiore, medio e inferiore) che risultano quindi essere compresi tra i cornetti nasali stessi e la parete laterale.
Queste lamine interrompono il flusso d'aria in modo da rallentarla, riscaldarla e indirizzarla verso l'epitelio olfattivo.
Sempre nella parete laterale troviamo gli sbocchi di canali e cavità ossee paranasali. 
Nel meato superiore sboccano il seno sfenoidale e le cellule etmoidali posteriori, dorsalmente troviamo poi il foro sfenopalatino, che si apre nella fossa pterigopalatina; nel meato medio si aprono il seno mascellare, il seno frontale e le cellule etmoidali anteriori; il meato inferiore riceve invece lo sbocco del canale nasolacrimale.
L'apertura anteriore, che viene anche detta “piriforme” (ricorda la forma di una pera), è comune alle due cavità, circoscritta in alto dalle due ossa nasali e lateralmente ed in basso dalle ossa mascellari. Essa permette la comunicazione delle fosse nasali con il vestibolo del naso. 
Le aperture posteriori, chiamate anche coane nasali, hanno una forma quadrilatera con il maggior asse verticale. Il lato superiore (o craniale) è formato dal corpo dello sfenoide, il lato inferiore (o caudale) dalla lamina orizzontale del palatino, il lato interno (o mediale) dal margine posteriore del vomere e il lato esterno (o laterale) dalla lamina mediale del processo pterigoideo dello sfenoide. Esse prospettano nella rinofaringe.

## Funzione
Le cavità nasali hanno molteplici funzioni:
- Funzione respiratoria: Il naso regola il flusso di aria in entrata, in modo da garantire il giusto tenore di ossigeno a seconda delle differenti esigenze dell’organismo.

- Funzione difensiva e di riscaldamento e umidificazione dell’aria. Le cavità nasali rappresentano il primo tratto delle vie respiratorie, l’aria infatti entra attraverso le narici e poi prosegue il suo tragitto verso in polmoni. È quindi fondamentale che queste cavità siano dotate di strutture (quali i turbinati, la fitta rete di vasi sanguigni, le ciglia…) che permettano loro di modificare le caratteristiche dell’aria prima del suo arrivo in questi organi così delicati. Il compito di queste fosse è quindi di riscaldare, umidificare e purificare, da eventuale polvere o germi presenti, l’aria inalata (grazie alle ciglia poi questo contenuto viene spinto verso la faringe per essere ingoiato).

- Funzione olfattoria: le fosse nasali sono inoltre coinvolte nella percezione degli odori (olfatto).
Una piccola parte delle cavità nasali (nello specifico la volta delle cavità nasali propriamente dette), infatti, è rivestita da un tipo di mucosa particolare, la mucosa olfattiva (la restante viene detta mucosa respiratoria). Le cellule olfattive che la costituiscono, sono fornite di strutture specifiche, chiamate recettori olfattivi, attraverso i quali queste cellule captano gli odori e poi, attraverso il bulbo e il nervo olfattivo, trasmettono le informazioni al sistema nervoso centrale, che potrà poi elaborare le risposte più appropriate.

- Partecipazione ai fenomeni di risonanza legati all’emissione vocale. 
Un'altra funzione delle fosse nasali è quella di regolare la tonalità della voce, in particolare quando si pronunciano determinati fonemi. Possiamo infatti notare un cambiamento della voce quando, ad esempio, abbiamo un brutto raffreddore.

## Vascolarizzazione
Le cavità nasali sono riccamente vascolarizzate.
L’afflusso di sangue arterioso è notevole grazie ad un’ampia rete di vasi arteriosi, fondamentali anche per il riscaldamento dell'aria inspirata.
A rifornire di sangue ossigenato queste zone sono principalmente rami delle due arterie carotidi interne e delle due arterie carotidi esterne, compresi rami dell'arteria facciale e dell'arteria mascellare. 
Nello specifico troviamo le arterie etmoidali anteriore e posteriore, rami dell’arteria oftalmica; l’arteria sfenopalatina, ramo terminale dell’arteria mascellare interna; l’arteria palatina maggiore, ramo della palatina discendente (che si anastomizza con la sfenopalatina); l’arteria infraorbitaria, ramo della mascellare; la porzione pterigopalatina dell’arteria mascellare; l’arteria faciale (attraverso il ramo del setto nasale dell’arteria labiale superiore).
Per quanto riguarda il drenaggio del sangue venoso, vi troviamo vene che seguono lo stesso percorso delle arterie sopracitate e che riversano il loro contenuto nella vena facciale, nelle vene mascellari e nella vena oftalmica superiore. 

## Innervazione
L'innervazione sensitiva del naso interno viene suddivisa in due tipologie: l'innervazione sensitiva di tipo speciale e l'innervazione sensitiva di tipo generale.
L'innervazione sensitiva di tipo speciale consiste nella rete di terminazioni nervose coinvolte nella percezione degli odori. Nello specifico, si tratta delle fibre nervose dei nervi olfattivi, che vanno dalle cellule olfattive della regione olfattiva del naso interno, al bulbo olfattivo del cervello, passando attraverso i fori della lamina cribrosa dell'osso etmoide. 
L'innervazione sensitiva di tipo generale, invece, consiste nella rete di terminazioni nervose che controllano la sensibilità interna delle cavità nasali, vestibolo compreso, ed avviene attraverso i rami del nervo trigemino, in particolare:
- Il nervo oftalmico (prima branca del nervo trigemino), che innerva il vestibolo;

- Il nervo nasopalatino e il nervo nasociliare (rispettivamente, branca del nervo mascellare e branca del nervo oftalmico), che innervano il setto nasale e le pareti laterali delle cavità nasali.

L'intera cavità nasale è innervata dalle fibre autonome. L'innervazione simpatica causa la costrizione dei vasi sanguigni della mucosa, mentre l'innervazione parasimpatica controlla la secrezione delle ghiandole mucipare.

## Patologie
Le malattie più comuni che colpiscono le cavità nasali sono:
- Rinite acuta epidemica. È un’infiammazione acuta delle fosse nasali, comunemente conosciuta con il nome di raffreddore. Ha un’eziologia virale (rhinovirus o virus parainfluenzali) ed è associata ad abbondanti secrezioni nasali. Eventuali caratteristiche anatomiche (es: deviazione del setto nasale) possono predisporne l’insorgenza.

- Rinite allergica. È una reazione immunitaria in risposta a specifici antigeni (allergeni stagionali o perenni). I sintomi possono essere ostruzione respiratoria nasale, secrezioni nasali trasparenti, starnuti, prurito nasale, riduzione del senso dell’olfatto (possono coinvolgere anche gli occhi: borse sotto gli occhi, arrossamento delle congiuntive, lacrimazione e pizzicore).

- Poliposi naso-sinusale. Si tratta di una patologia multifattoriale caratterizzata da escrescenze che originano dal tessuto sottomucoso delle cavità nasali e dei seni paranasali e che, aumentando di volume, tendono a procurare un’ostruzione respiratoria. Queste escrescenze prendono il nome di polipi (sacche di mucosa ispessita che si estroflette).

- Patologie malformative e post-traumatiche del naso. Un esempio è la deviazione del setto nasale, un disallineamento del sepimento osteo-cartilagineo che divide le due fosse nasali. La deviazione può essere congenita, ovvero se deriva da uno sviluppo disarmonico delle ossa facciali per cause genetiche, oppure acquisita, e perciò derivata da traumi avvenuti anche in età pediatrica.

- Tumori. Nel massiccio facciale sono presenti diverse strutture istologiche, per questo motivo possono insorgere diversi tipi di tumore (benigni o maligni).